# College of Arms

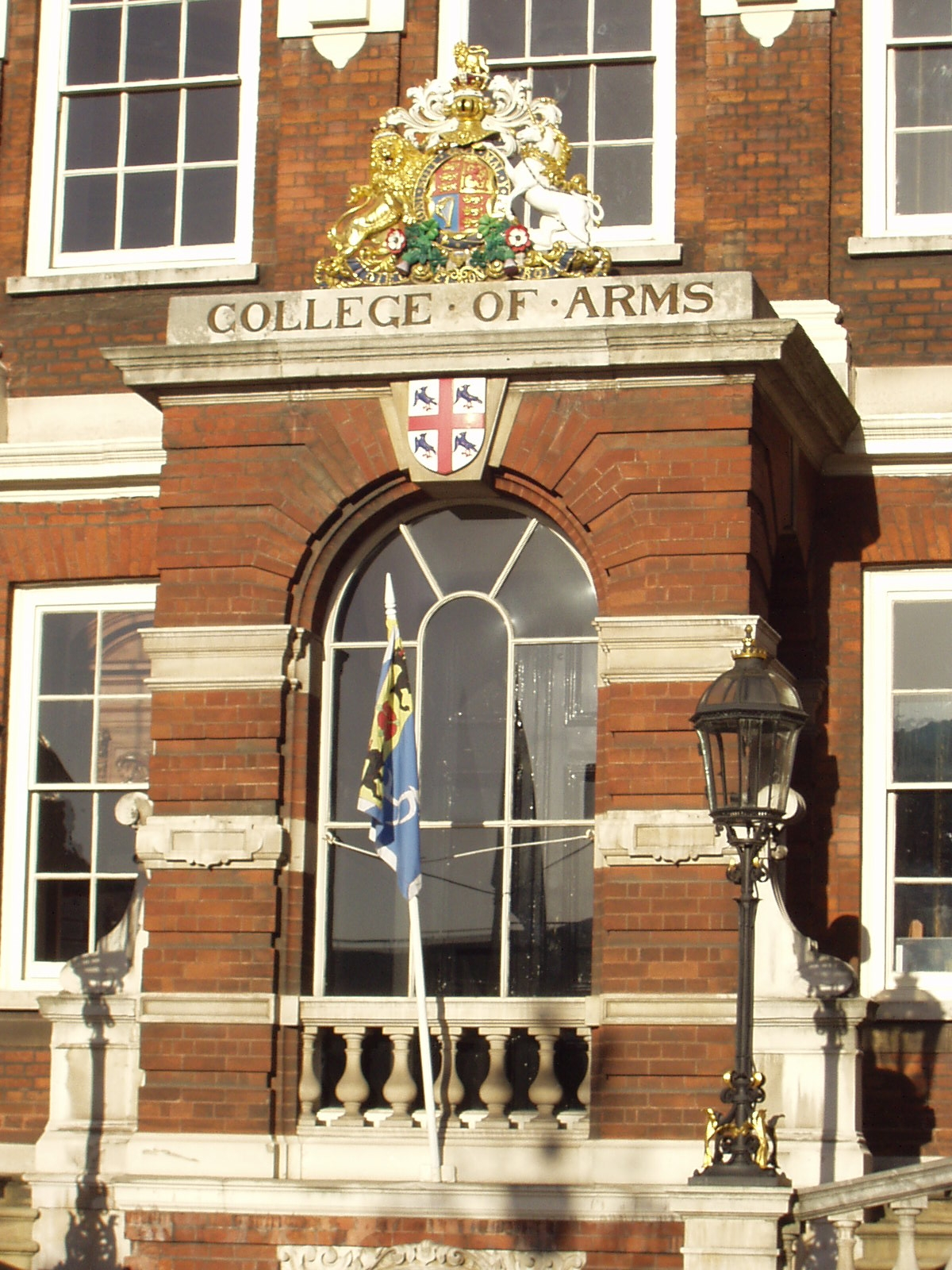
Eingang des College of Arms. Oben das königliche Wappen, darunter das eigene Emblem

Wappen des College of Arms

Das College of Arms in London ist das für Heraldik in England, Wales und Nordirland zuständige Amt. Die dreizehn Mitglieder sind Mitglieder des königlichen Haushalts und werden auf Vorschlag des Earl Marshals vom Monarchen ernannt.

## Ursprung
Das College of Arms wurde 1484 am Ende der heraldischen Zeit durch den englischen König gegründet, als sich bereits erste Verfallserscheinungen der Heraldik bemerkbar machten, und 1555 in der heutigen Form erneuert. Es existiert bis heute weiter und bewahrt unter anderem die Wappenrollen der Herolde auf.

## Organisation
Das College of Arms hat seinen Sitz in London und untersteht dem Earl Marshal of England. Dieses Amt ist seit König Karl II. (1660–1685) dem jeweiligen Duke of Norfolk erblich übertragen.
Die führenden Mitarbeiter des Amtes sind die drei officers of arms: Ranghöchster ist der Herold mit dem Amtsnamen Garter King of Arms (Wappenkönig, oberster Heroldsrang). Für die Gebiete südlich des Flusses Trent ist Clarenceux King of Arms zuständig (abgeleitet vom Herzogtum Clarence), für die Gebiete nördlich des Trent Norroy, King of Arms (aus North Roy, englisch-normannisch „Nordkönig“ (seit 1943 als Norroy and Ulster King of Arms in Union mit dem Ulster King of Arms welcher für Irland bzw. Nordirland zuständig ist)). Diese drei Wappenkönige spielen zugleich eine wichtige Rolle bei der Krönungszeremonie der englischen Könige. Sie tragen alle auch ein Amtswappen. Garter ist zugleich auch der Herold des Hosenbandordens (The most noble Order of the Garter). Unter ihnen stehen sechs Herolde (heralds) mit den Amtsnamen Chester, Lancaster, York, Somerset, Richmond und Windsor, dazu fünf extraordinary heralds, Arundel, Beaumont, Maltravers, Norfolk und Wales. Unter ihnen folgen vier Pursuivants (Herolds-Gehilfen, ursprünglich Herolds-Anwärter) mit den Amtsnamen Rouge Croix, Bluemantle, Rouge Dragon und Porticullis (Rotes Kreuz, Blaumantel, roter Drachen bzw. Fallgatter) dazu ein extraordinary pursuivant, Fitzalan. Nur die regulären Herolde und Pursuivanten sind Offiziere des Colleges; bei den extraordinaries handelt es sich um Ehrenämter.
Das College of Arms ist innerhalb der britischen Inseln nur für England, Wales und Nordirland zuständig; Schottland (Court of the Lord Lyon) und die Republik Irland (Chief Herald of Ireland) haben eigene Ämter und Wappenkönige.
Des Weiteren verleihen die Wappenkönige des Colleges Wappen an Angehörige anderer Commonwealth-Länder mit Ausnahme Kanadas, welches mit der Canadian Heraldic Authority seit 1988 ein eigenes Heroldsamt besitzt. Auch können Wappen an US-Amerikaner verliehen werden, die nachweisen können, von einem britischen Kolonisten abzustammen.
Die Kirche des Colleges ist St Benet Paul’s Wharf in London.
| Vorsitzender des College of Arms |                                                                 |                                                                          | |
| Wappen                           | Titel und Amt                                                   | Name (Datum der Amtsübernahme)                                           | Notes |
|                                  | Duke of Norfolk, Earl Marshal and Hereditary Marshal of England | Edward William Fitzalan-Howard, 18th Duke of Norfolk, DL (24. Juni 2002) | Edward, Duke of Norfolk (* 2. Dezember 1956) erbte das Amt durch den Tod seines Vaters Miles, 17th Duke of Norfolk 2002. Der nächste Erbe des Amtes ist der älteste Sohn Henry Fitzalan-Howard, Earl of Arundel (* 3. Dezember 1987). |

## Wappenherolde für England, Wales und Nordirland
| Kings of Arms |       |                                |                                          |         | |
| Wappen        | Fahne | Amt                            | Name (Datum der Verfügung)               | Bildnis | Notizen |
|               |       | Garter Principal King of Arms  | David Vines White, MA, MA (1. July 2021) |         | Der ranghöchste King of Arms (Der Titel bezieht sich auf den Hosenbandorden als höchsten englischen Orden). Dieses Amt wurde 1415 von König Heinrich V. eingeführt. |
|               |       | Clarenceux King of Arms        | Robert Noel (28. Oktober 2024)           |         | Sein Geschäftsbereich ist Südengland bis zum River Trent. Clarenceux ist der älteste der Provinz King of Arms. Das Amt wurde um 1334 erstmals vergeben. |
|               |       | Norroy and Ulster King of Arms | Clive Cheesman (14. November 2024)       |         | Sein Geschäftsbereich ist der Anteil Englands nördlich vom Trent (Norroy) und Nordirland (Ulster). Das Amt wurde erstmals 1943 vergeben, als die Ämter des Norroy King of Arms und des Ulster King of Arms zusammengelegt wurden. Das Amt des Norroy wurde um 1276 eingeführt und war das älteste Heroldsamt. Das Amt des Ulster King of Arms wurde 1552 von Edward VI. geschaffen. |

| Position                                    | Wappen/Abzeichen/Flagge | Name                                                   | Bild |
| ------------------------------------------- | ----------------------- | ------------------------------------------------------ | ---- |
| Chester Herald of Arms in Ordinary          |                         | Dominic Charles Davenport Ingram                       |      |
| Lancaster Herald of Arms in Ordinary        |                         | Adam Simon Tuck                                        |      |
| Richmond Herald of Arms in Ordinary         |                         | vakant                                                 |      |
| Somerset Herald of Arms in Ordinary         |                         | Mark John Rosborough Scott                             |      |
| Windsor Herald of Arms in Ordinary          |                         | John Michael Allen-Petrie                              |      |
| York Herald of Arms in Ordinary             |                         | Michael Peter Desmond O’Donoghue                       |      |
| Bluemantle Pursuivant of Arms in Ordinary   |                         | Mark John Rosborough Scott                             |      |
| Portcullis Pursuivant of Arms in Ordinary   |                         | Dominic Charles Davenport Ingram                       |      |
| Rouge Croix Pursuivant of Arms in Ordinary  |                         | vakant                                                 |      |
| Rouge Dragon Pursuivant of Arms in Ordinary |                         | Adam Simon Tuck                                        |      |
| Arundel Herald of Arms Extraordinary        |                         | Anne Elizabeth Curry                                   |      |
| Beaumont Herald of Arms Extraordinary       |                         | vakant                                                 |      |
| Maltravers Herald of Arms Extraordinary     |                         | John Martin Robinson                                   |      |
| Norfolk Herald of Arms Extraordinary        |                         | David Rankin-Hunt                                      |      |
| Surrey Herald of Arms Extraordinary         |                         | vakant                                                 |      |
| Wales Herald of Arms Extraordinary          |                         | Thomas Owen Saunders Lloyd                             |      |
| Fitzalan Pursuivant of Arms Extraordinary   |                         | Alastair Andrew Bernard Reibey Bruce of Crionaich, OBE |      |

## Gerichtsbarkeit
Ursprünglich war das Recht zur Wappenführung und auf ein bestimmtes Wappen unter dem Adel sehr wichtig, zur Zeit der lebenden Heraldik bis ca. 1450 sogar schlachtentscheidend, konnten sich die vollständig gepanzerten Ritter doch nur anhand der Wappen erkennen. Daher gab es eine eigene Gerichtsbarkeit für Wappenfragen, aber auch für andere ritterliche Angelegenheiten wie Ehrenhändel und dergleichen. In England ist dafür bis heute der Court of Chivalry (vgl. frz. chevalier, Ritter; auch: Cavallerie) zuständig, der heute allerdings nur noch selten in Aktion tritt (letztmals 1954). Einer seiner zwei Vorsitzenden ist der Earl Marshal of England; so sind das College of Arms und der Court of Chivalry durch Personalunion verbunden, das College liefert zudem in Wappenstreitigkeiten die Entscheidgrundlagen.

## Wappen
Das College of Arms führt ein eigenes Wappen. Dieses zeigt das rote Georgskreuz auf Silbergrund und in jedem der vier Felder einen blauen Vogel, dessen rechter Flügel ausgebreitet ist.

## Gebäude
Seit 1555 hat das College of Arms seinen Sitz am heutigen Standort. Durch königliche Order wurde ihm das mittelalterliche Haus namens Derby Place zugewiesen. Hier saß das Herolds College bis zum großen Stadtbrand Anfang September 1666.
Durch Urkunden ist das Aussehen des Gebäudes überliefert: Ein U-förmiges Gebäude umschloss einen quadratischen Innenhof, welcher durch ein Tor mit Fallgitter auf der westlichen Seite geschlossen wurde. Auf der südlichen Seite, in Richtung der heutigen Queen-Victoria-Street, stand eine große Halle.
Die Urkunden konnten gerettet werden und im Palace of Westminster wurde ein Ausweichquartier bezogen. Wahrscheinlich war es Geldmangel, welcher die Planung zum Wiederaufbau des College bis 1670 verzögerte. Francis Sandford, Rouge Dragon Pursuivant und Morris Emmett, des Königs Maurer, planten wahrscheinlich das jetzige Gebäude. Um die Kosten des Wiederaufbaus in Grenzen zuhalten, wurde das neue Kollegium langsam und in Teilen zwischen 1673 und 1683 errichtet. Die damaligen Herolde selbst, aber auch einige Adelige trugen beträchtlich zum Wiederaufbau bei, worauf deren Namen und Stammbäume in einer Reihe von aufwendigen Kodizes eingetragen wurden, welche als Wohltäter-Bücher bekannt sind und heute zum Urkundenbestand des College gehören.
Das neue Gebäude aus rotem Backstein besteht aus einer einheitlichen Höhe von drei Stockwerken, einem Keller und einem mehrgeschossigen Dach. Die Außenwände waren gegliedert durch in Backstein durchlaufende Linien. Die Fenster waren gleichmäßig verteilt, diejenigen im Dachgeschoss mit dem ionischen Stil entlehnten Dreiecksgiebel. Jeder Flügel im Westen, Norden und Osten bekam einen Architrav aus rosa Sandstein. Auf der Nordseite des Innenhofes, welcher schon von jeher die Schauseite bildet, war der Giebel mit geraden Kanten als Dreiecksgiebel versehen, an der Ost- und Westseite gekrümmt als verkröpftes Gesims. Die nördlichen Giebel wurde von vier Backstein Pilastern, ebenfalls im Ionischen Stil, über zwei Stockwerken, ausgehend vom zurückgesetzten Backstein Pilaster des Untergeschosses, errichtet. Die anderen Seiten mit dem abgerundeten Giebeln erhielten zwei Ionischen Pilaster, wieder über zwei Stockwerken und auf die zurückgesetzte Backstein Pilaster des Untergeschosses ausgehend.
Es war eine Halle, eine Pförtnerloge und ein Wartezimmer (d. h. das öffentliche Amt) vorgesehen. Der Rest des Gebäudes wurde für die Unterbringung der Herolde, die meistens mehrere Zimmer für sich nutzten, zugeteilt. Diese wurden, nur über ein einziges Treppenhaus verbunden, übereinander errichtet.
Als Abschluss der östlichen und südöstlichen Seite wurde das Land in Erbpacht vergeben und mit drei Reihenhäuser, deren Fassaden das gleiche Aussehen wie das College-Gebäude hatte, geschlossen. Die Erbpacht endete im Jahre 1748, aber das College verlängerte die Erbpacht, jedoch mit deutlich kürzeren Laufzeiten. 1866 wurde ein Teil des Colleges zum Ausbau der Queen Victoria Street niedergelegt und die Reihenhäuser dem College angeschlossen um den verringerten Platz auszugleichen. (s. u.)
Die Halle, bekannt als der Earl Marshal’s Court, war bis 1699 eine Bibliothek. Bald danach wurde sie als Court of Chivalry eingerichtet.

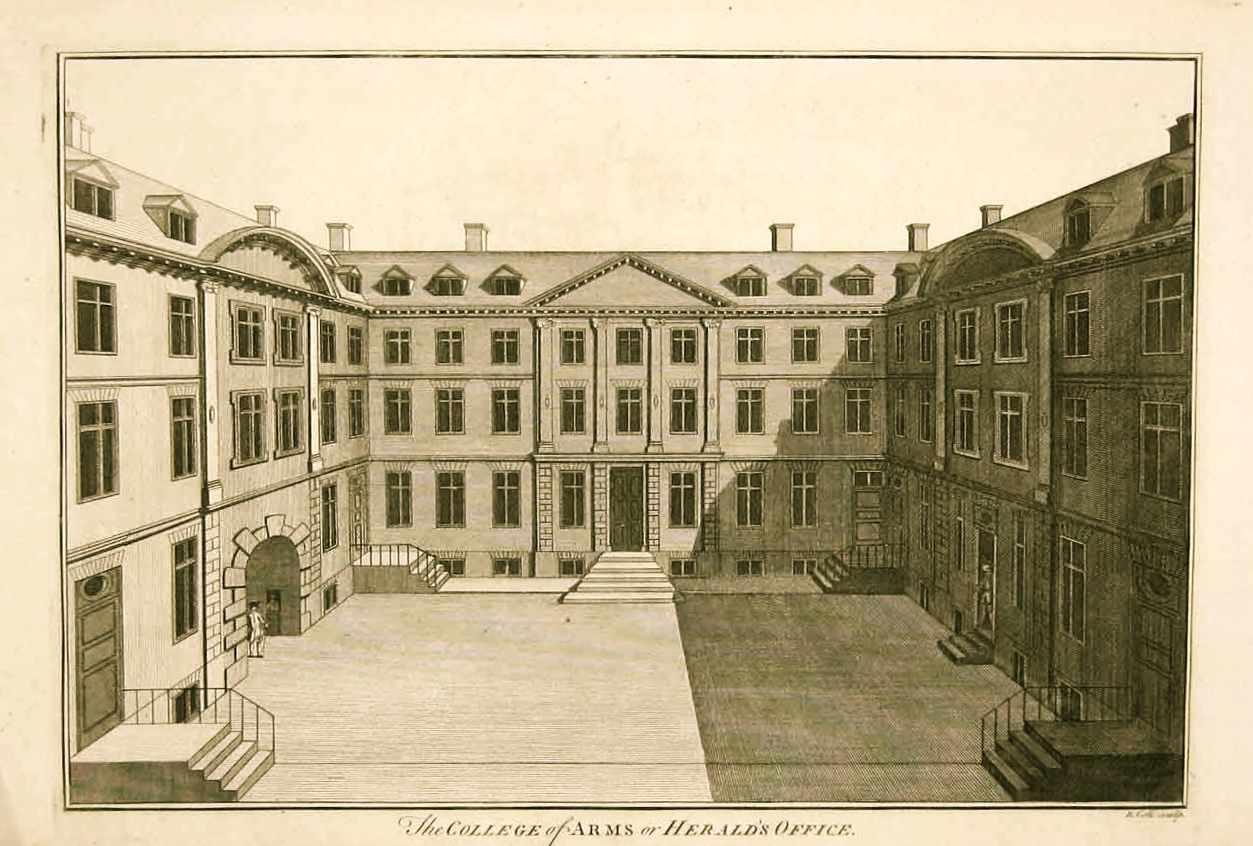
Das College 1756
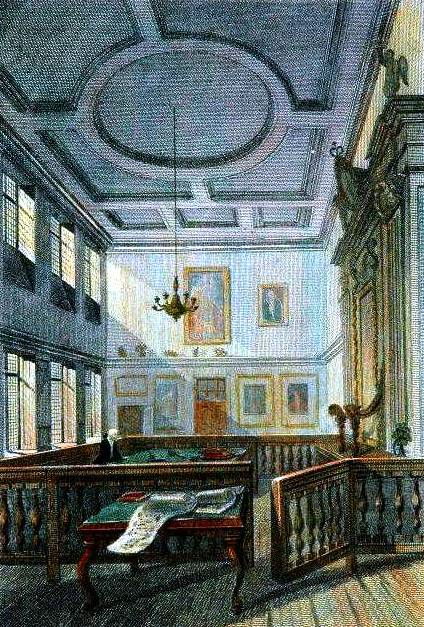
Earl Marshal’s Court
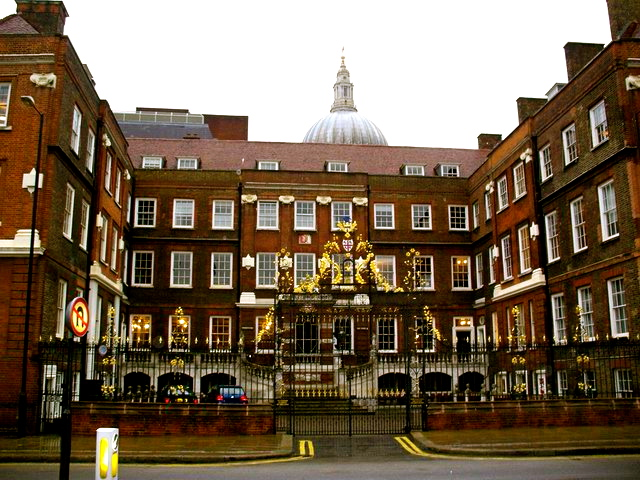
Das College heute

Eine wichtige Änderung im Erscheinungsbild des Gebäudes erfolgte im Jahr 1776, als die ursprüngliche hochbarocken Giebel- und Traufendetails durch die jetzige Brüstung ersetzt wurden. Die Giebel wurden restlos entfernt. Dies war mehr nach dem damals vorherrschenden Geschmack des Klassizismus.
Um 1742 wurde an der Nord-Ost-Seite des Gebäudes ein Zucker-Lagerhaus errichtet. Dieses war ein großes Ärgernis, da die Herolde für sich und ihren Dienstsitz eine große Brandgefahr vermuteten. Es wurde daher eine Verlegung des Colleges geplant. 1818 wurde zwar das Zuckerhaus erworben, aber die Idee einer Umsiedelung nicht aufgegeben. In der Nähe zum damals modernen Trafalgar Square wurde der Versuch unternommen, einen neuen Dienstsitz zu errichten. Pläne für das neue College wurden von John Nash vorbereitet, aber die vorgeschlagene Maßnahmen erwiesen sich schließlich als zu kostspielig.
Von 1842 bis 1844 wurden mit der Neuerrichtung des Record Rooms durch Robert Abraham, auf den Grundmauern des Zuckerhauses, die Umsiedelungspläne endgültig aufgegeben. Errichtet wurde ein achteckiger Raum über zwei Geschosse mit einer umlaufenden Galerie. Beleuchtet wird der Raum von zwei großen venezianischen Fenstern in der oberen Etage.
1861 wurden Planungen aufgestellt, eine neue Straße von Blackfriars zum Mansion House zu bauen. Dieser Plan hätte zum vollständigen Abriss des Kollegiums geführt. Proteste von Seiten der Herolde folgten umgehend. Die aus den veränderten Plänen hervorgegangene Queen Victoria Street veränderte das Aussehen des Gebäudes enorm. Teile der Südost- und Südwest-Flügel mussten entfernt und die Reste durch George Plunckett umgestaltet werden. Der alte Eingang am Benet’s Hill wurde zugebaut und das College wurde radikal verändert, indem der Blickwinkel gedreht wurde und so ein dreiseitiges Gebäude mit freien offenen Innenhof zur neuen Queen Victoria Street dabei herauskam. Der Hof wurde, dem niedrigen Straßenniveau entsprechend, ausgegraben und eine Terrasse, Lauf- und Eingangsveranda hinzugefügt.
Die Gitter und zwei Tore zur Straße wurden 1942 entfernt und 1956 durch das heutige Tor ersetzt. Dieses stammt aus Goodrich Court, Herefordshire aus den 1870er Jahren.